# Llista de monuments de les Garrigues
Llista de monuments de les Garrigues inclosos en l'Inventari del Patrimoni Arquitectònic Català. Inclou els inscrits en el Registre de Béns Culturals d'Interès Nacional (BCIN) amb la classificació de monuments històrics, els Béns Culturals d'Interès Local (BCIL) de caràcter immoble i la resta de béns arquitectònics integrants del patrimoni cultural català.

## L'Albagés
| Monument                                  | Protecció   | Estil/època          | Localització                     | Coordenades                                          | Codi?         | Imatge |
| ----------------------------------------- | ----------- | -------------------- | -------------------------------- | ---------------------------------------------------- | ------------- | --- |
| Castell de l'Albagés                      | BCIN 458-MH | Gòtic XIII, XVII     | L'Albagés C. Major, 16           | 41° 26′ 59″ N, 0° 44′ 17″ E / 41.449823°N,0.738124°E | RI-51-0006213 | Castell de l'Albagés · Vegeu més fotos d'aquest monument · Carregueu una nova foto d'aquest monument                                  |
| Església parroquial de Sant Joan Baptista | BCIL 2005   | Barroc XVIII         | L'Albagés C. Major, 2A           | 41° 26′ 57″ N, 0° 44′ 19″ E / 41.44917°N,0.73872°E   | IPA-13814     | Església parroquial de Sant Joan Baptista (l'Albagés) · Vegeu més fotos d'aquest monument · Carregueu una nova foto d'aquest monument |
| Cal Freixetes, o Cal Fraysetes            |             | Obra popular XVI     | L'Albagés C. Major, 6            | 41° 26′ 57″ N, 0° 44′ 19″ E / 41.44924°N,0.73854°E   | IPA-13815     | Carregueu una nova foto d'aquest monument                                                                                             |
| Cal Xeco                                  |             | Obra popular XIX     | L'Albagés C. Santiago Rusiñol, 4 | 41° 26′ 57″ N, 0° 44′ 21″ E / 41.44909°N,0.73923°E   | IPA-13816     | Carregueu una nova foto d'aquest monument                                                                                             |
| Cooperativa del Camp                      |             | Noucentisme XX Inici | L'Albagés Pl. Catalunya, 1       | 41° 26′ 53″ N, 0° 44′ 24″ E / 41.44804°N,0.73989°E   | IPA-17778     | Carregueu una nova foto d'aquest monument                                                                                             |

## L'Albi
Vegeu la llista de monuments de l'Albi

## Arbeca
| Monument                                                                          | Protecció   | Estil/època                         | Localització                                 | Coordenades                                          | Codi?         | Imatge |
| --------------------------------------------------------------------------------- | ----------- | ----------------------------------- | -------------------------------------------- | ---------------------------------------------------- | ------------- | --- |
| Castell Palau d'Arbeca                                                            | BCIN 473-MH | Renaixement XVI                     | Arbeca C. del Castell, 1                     | 41° 32′ 35″ N, 0° 55′ 26″ E / 41.542917°N,0.923782°E | RI-51-0006240 | Castell Palau d'Arbeca · Vegeu més fotos d'aquest monument · Carregueu una nova foto d'aquest monument                           |
| Casa de la Vila d'Arbeca, antic Centre Republicà                                  | BCIL 2017   | Noucentisme XX                      | Arbeca Pl. de la Generalitat, 3              | 41° 32′ 32″ N, 0° 55′ 29″ E / 41.54219°N,0.92484°E   | IPA-13833     | Casa de la Vila d'Arbeca · Vegeu més fotos d'aquest monument · Carregueu una nova foto d'aquest monument                         |
| Cooperativa del Camp d'Arbeca, Societat Cooperativa Limitada del Camp l'Arbequina | BCIL 2017   | Modernisme XX                       | Arbeca C. Lleida, 36 - c. Santiago Russinyol | 41° 32′ 31″ N, 0° 55′ 14″ E / 41.54201°N,0.92063°E   | IPA-13834     | Cooperativa del Camp d'Arbeca · Vegeu més fotos d'aquest monument · Carregueu una nova foto d'aquest monument                    |
| Hospital Vell                                                                     |             | Obra popular XVII                   | Arbeca Pl. de la Generalitat, 1              | 41° 32′ 32″ N, 0° 55′ 30″ E / 41.54229°N,0.9251°E    | IPA-13835     | Carregueu una nova foto d'aquest monument                                                                                        |
| Església de Sant Miquel de les Borgetes                                           |             | Gòtic XIV                           | Arbeca Partida de les Borgetes               | 41° 34′ 33″ N, 0° 54′ 54″ E / 41.57587°N,0.91503°E   | IPA-13836     | Església de Sant Miquel de les Borgetes (Arbeca) · Vegeu més fotos d'aquest monument · Carregueu una nova foto d'aquest monument |
| Cases del carrer de Sant Jaume                                                    |             | Obra popular, barroc XVIII          | Arbeca C. Sant Jaume, 7-9-11 i 13            | 41° 32′ 29″ N, 0° 55′ 25″ E / 41.54145°N,0.92351°E   | IPA-13837     | Carregueu una nova foto d'aquest monument                                                                                        |
| Cal Francesc                                                                      |             | Obra popular XVII                   | Arbeca Pl. de l'Església, 20                 | 41° 32′ 29″ N, 0° 55′ 24″ E / 41.54131°N,0.92337°E   | IPA-13838     | Carregueu una nova foto d'aquest monument                                                                                        |
| Plaça Major                                                                       |             | Obra popular XVI                    | Arbeca Pl. Major                             | 41° 32′ 30″ N, 0° 55′ 27″ E / 41.54161°N,0.92421°E   | IPA-13839     | Plaça Major (Arbeca) · Vegeu més fotos d'aquest monument · Carregueu una nova foto d'aquest monument                             |
| Església parroquial de Sant Jaume                                                 |             | Barroc, neoclassicisme XVII, XVIII  | Arbeca C. de l'Església, 24                  | 41° 32′ 30″ N, 0° 55′ 24″ E / 41.54175°N,0.92329°E   | IPA-13840     | Església parroquial de Sant Jaume (Arbeca) · Vegeu més fotos d'aquest monument · Carregueu una nova foto d'aquest monument       |
| Ermita de Santa Caterina d'Arbeca                                                 |             | Obra popular XVIII                  | Arbeca Partida de Castellots                 | 41° 32′ 10″ N, 0° 55′ 31″ E / 41.53601°N,0.92514°E   | IPA-13842     | Carregueu una nova foto d'aquest monument                                                                                        |
| Cal Pitchell, antiga Casa Fusté                                                   |             | Renaixement, obra popular XVI, XVII | Arbeca C. Jardí, 1                           | 41° 32′ 31″ N, 0° 55′ 28″ E / 41.54181°N,0.92436°E   | IPA-13843     | Carregueu una nova foto d'aquest monument                                                                                        |
| Molí Nou del Duc de Medinaceli                                                    |             | Obra popular XVIII                  | Arbeca C. de les Germanes Dominiques, 4      | 41° 32′ 24″ N, 0° 55′ 27″ E / 41.53997°N,0.92409°E   | IPA-13847     | Carregueu una nova foto d'aquest monument                                                                                        |
| Molí d'oli                                                                        |             | Obra popular                        | Arbeca C. de Lleida, 10                      | 41° 32′ 29″ N, 0° 55′ 19″ E / 41.54134°N,0.922°E     | IPA-13848     | Carregueu una nova foto d'aquest monument                                                                                        |
| Cal Duc                                                                           |             | Obra popular XVI                    | Arbeca Pl. Major, 7                          | 41° 32′ 29″ N, 0° 55′ 27″ E / 41.54151°N,0.92423°E   | IPA-13849     | Carregueu una nova foto d'aquest monument                                                                                        |
| Plaça del Toll                                                                    |             | Darreres tendències XX              | Arbeca Pl. del Toll                          | 41° 32′ 26″ N, 0° 55′ 23″ E / 41.54061°N,0.92312°E   | IPA-13851     | Carregueu una nova foto d'aquest monument                                                                                        |
| Molí de gra                                                                       |             | Obra popular XIX                    | Arbeca Partida Colomers                      | 41° 33′ 08″ N, 0° 56′ 23″ E / 41.55218°N,0.9398°E    | IPA-13853     | Carregueu una nova foto d'aquest monument                                                                                        |
| Masia Soldevila                                                                   |             | Obra popular XIX                    | Arbeca Partida del Comú                      | 41° 32′ 19″ N, 0° 54′ 22″ E / 41.53874°N,0.90598°E   | IPA-13856     | Carregueu una nova foto d'aquest monument                                                                                        |
| Columnes de Cal Giro                                                              |             | Barroc XVIII                        | Arbeca C. Onze de Setembre, 26               | 41° 32′ 26″ N, 0° 55′ 26″ E / 41.54067°N,0.92397°E   | IPA-30810     | Carregueu una nova foto d'aquest monument                                                                                        |
| Creu de terme de Sant Roc                                                         |             | Obra popular                        | Arbeca Partida dels Plans de Castellot       | 41° 32′ 07″ N, 0° 55′ 15″ E / 41.53532°N,0.92073°E   | IPA-30814     | Carregueu una nova foto d'aquest monument                                                                                        |
| Font de la Juliana                                                                |             | Gòtic XIV                           | Arbeca Partida del Tossal Gros               | 41° 32′ 29″ N, 0° 53′ 46″ E / 41.54142°N,0.89618°E   | IPA-30815     | Font de la Juliana (Arbeca) · Vegeu més fotos d'aquest monument · Carregueu una nova foto d'aquest monument                      |
| Pou                                                                               |             | Obra popular Romà                   | Arbeca Partida dels Vilars                   | 41° 34′ 05″ N, 0° 57′ 15″ E / 41.56797°N,0.9541°E    | IPA-30816     | Carregueu una nova foto d'aquest monument                                                                                        |

## Bellaguarda
| Monument                                | Protecció | Estil/època                  | Localització                                    | Coordenades                                        | Codi?     | Imatge |
| --------------------------------------- | --------- | ---------------------------- | ----------------------------------------------- | -------------------------------------------------- | --------- | --- |
| Sindicat Agrícola                       |           | Obra popular XIX Final       | Bellaguarda Les Eres, 27                        | 41° 20′ 13″ N, 0° 44′ 05″ E / 41.33688°N,0.73478°E | IPA-13862 | Carregueu una nova foto d'aquest monument                                                                         |
| Església parroquial de Sant Antoni Abat | BCIL 2009 | Neoclassicisme, barroc XVIII | Bellaguarda Pl. de l'Església, 1                | 41° 20′ 16″ N, 0° 44′ 08″ E / 41.33765°N,0.73566°E | IPA-13865 | Carregueu una nova foto d'aquest monument                                                                         |
| Mas de la Sucarrada                     |           | Obra popular XIX Final       | Bellaguarda Partida Sucarrada, a 2 km del poble | 41° 19′ 52″ N, 0° 44′ 52″ E / 41.33115°N,0.74782°E | IPA-13871 | Mas de la Sucarrada (Bellaguarda) · Vegeu més fotos d'aquest monument · Carregueu una nova foto d'aquest monument |
| Creu de terme                           |           | Obra popular XX Mitjan       | Bellaguarda Pl. de l'Església                   | 41° 20′ 15″ N, 0° 44′ 10″ E / 41.33758°N,0.736°E   | IPA-30817 | Carregueu una nova foto d'aquest monument                                                                         |
| Forn de la Vila                         |           | Obra popular XVIII           | Bellaguarda C. Major, 24                        | 41° 20′ 12″ N, 0° 44′ 12″ E / 41.33676°N,0.73675°E | IPA-30818 | Carregueu una nova foto d'aquest monument                                                                         |
| Fortificació de Cal Vidal               |           | VIII                         | Bellaguarda C. Major, 35                        | 41° 20′ 12″ N, 0° 44′ 13″ E / 41.33679°N,0.73692°E | IPA-30819 | Carregueu una nova foto d'aquest monument                                                                         |
| Cementiri de Bellaguarda                |           | Noucentisme XX               | Bellaguarda Partida la Sort                     | 41° 20′ 08″ N, 0° 44′ 49″ E / 41.33555°N,0.74702°E | IPA-30820 | Carregueu una nova foto d'aquest monument                                                                         |
| Pou de la Vila                          | BCIL 2009 | Obra popular                 | Bellaguarda Partida dels Horts                  | 41° 20′ 04″ N, 0° 44′ 17″ E / 41.33454°N,0.73818°E | IPA-30821 | Carregueu una nova foto d'aquest monument                                                                         |

## Les Borges Blanques
Vegeu la llista de monuments de les Borges Blanques

## Bovera
| Monument                                                               | Protecció | Estil/època              | Localització                                              | Coordenades                                        | Codi?     | Imatge |
| ---------------------------------------------------------------------- | --------- | ------------------------ | --------------------------------------------------------- | -------------------------------------------------- | --------- | --- |
| Xalet de Cal Vila                                                      |           | Noucentisme XX           | Bovera C. Escoles, 40                                     | 41° 19′ 36″ N, 0° 38′ 14″ E / 41.32671°N,0.63714°E | IPA-13911 | Carregueu una nova foto d'aquest monument                                                                        |
| Parròquia de Sant Josep, o Parròquia de la Nativitat de la Mare de Déu |           | Neoclassicisme XIX Final | Bovera C. Baix, 3                                         | 41° 19′ 35″ N, 0° 38′ 21″ E / 41.32629°N,0.63908°E | IPA-13912 | Parròquia de Sant Josep (Bovera) · Vegeu més fotos d'aquest monument · Carregueu una nova foto d'aquest monument |
| Mas del Senyor                                                         |           | Obra popular XX          | Bovera Entre els termes municipals de Granadella i Bovera | 41° 18′ 41″ N, 0° 36′ 10″ E / 41.3115°N,0.60267°E  | IPA-13914 | Carregueu una nova foto d'aquest monument                                                                        |

## Castelldans
| Monument                         | Protecció   | Estil/època              | Localització                             | Coordenades                                          | Codi?         | Imatge |
| -------------------------------- | ----------- | ------------------------ | ---------------------------------------- | ---------------------------------------------------- | ------------- | --- |
| Castell de Castelldans           | BCIN 638-MH | XII                      | Castelldans Partida de lo Castell        | 41° 30′ 04″ N, 0° 45′ 57″ E / 41.501109°N,0.765783°E | RI-51-0006299 | Castell de Castelldans · Vegeu més fotos d'aquest monument · Carregueu una nova foto d'aquest monument                |
| Museu del Pagès                  |             | Obra popular XIX         | Castelldans C. l'Empit, 9                | 41° 29′ 57″ N, 0° 46′ 04″ E / 41.49921°N,0.76768°E   | IPA-13917     | Museu del Pagès (Castelldans) · Modifica el valor a Wikidata · Carregueu una nova foto d'aquest monument              |
| Centre Republicà, Sindicat       |             | Obra popular XX          | Castelldans C. Bonaire, 13               | 41° 29′ 50″ N, 0° 45′ 59″ E / 41.49715°N,0.76636°E   | IPA-13918     | Carregueu una nova foto d'aquest monument                                                                             |
| Casa Sacerdotal                  |             | Obra popular XVII        | Castelldans C. de l'Església, 4          | 41° 29′ 59″ N, 0° 45′ 59″ E / 41.49973°N,0.76633°E   | IPA-13919     | Carregueu una nova foto d'aquest monument                                                                             |
| Façana habitatge                 |             | Obra popular XVI         | Castelldans C. Església, 14              | 41° 29′ 59″ N, 0° 46′ 00″ E / 41.49978°N,0.76665°E   | IPA-13920     | Carregueu una nova foto d'aquest monument                                                                             |
| Església de Santa Maria          |             | Obra popular, barroc XVI | Castelldans C. Església, 2               | 41° 29′ 59″ N, 0° 45′ 59″ E / 41.4996°N,0.76631°E    | IPA-13921     | Església de Santa Maria (Castelldans) · Vegeu més fotos d'aquest monument · Carregueu una nova foto d'aquest monument |
| Convent dels Frares d'Escala Dei |             | Obra popular XVI         | Castelldans C. Frares, 15 a 25           | 41° 29′ 57″ N, 0° 46′ 00″ E / 41.49921°N,0.76664°E   | IPA-13923     | Carregueu una nova foto d'aquest monument                                                                             |
| Cementiri vell de Castelldans    |             | Obra popular             | Castelldans Camí de Juneda               | 41° 30′ 05″ N, 0° 46′ 03″ E / 41.50129°N,0.76743°E   | IPA-13924     | Carregueu una nova foto d'aquest monument                                                                             |
| Ermita de Montserrat             |             | Obra popular XX          | Castelldans Partida dels Pins del Tancat | 41° 29′ 29″ N, 0° 45′ 29″ E / 41.49143°N,0.75817°E   | IPA-13925     | Ermita de Montserrat (Castelldans) · Vegeu més fotos d'aquest monument · Carregueu una nova foto d'aquest monument    |
| Arcades                          |             | Obra popular XVII        | Castelldans C. Empit, 2                  | 41° 29′ 57″ N, 0° 46′ 01″ E / 41.49929°N,0.76696°E   | IPA-30797     | Arcades (Castelldans) · Vegeu més fotos d'aquest monument · Carregueu una nova foto d'aquest monument                 |

## Cervià de les Garrigues
| Monument                                | Protecció   | Estil/època              | Localització                                            | Coordenades                                          | Codi?         | Imatge |
| --------------------------------------- | ----------- | ------------------------ | ------------------------------------------------------- | ---------------------------------------------------- | ------------- | --- |
| Castell de les Besses                   | BCIN 684-MH | Romànic XIII             | Cervià de les Garrigues                                 | 41° 25′ 50″ N, 0° 49′ 41″ E / 41.430570°N,0.827983°E | RI-51-0006307 | Carregueu una nova foto d'aquest monument |
| Ajuntament, o Escola, Casa Consistorial | BCIL 2005   | Modernisme XX            | Cervià de les Garrigues C. Francesc Palau, 1            | 41° 25′ 28″ N, 0° 51′ 33″ E / 41.42449°N,0.85916°E   | IPA-13926     | Ajuntament (Cervià de les Garrigues) · Vegeu més fotos d'aquest monument · Carregueu una nova foto d'aquest monument                            |
| Cooperativa del Camp                    |             | Noucentisme XX Inici     | Cervià de les Garrigues C. d'Albi, 83 - c. Anselm Clavé | 41° 25′ 27″ N, 0° 51′ 44″ E / 41.42428°N,0.86209°E   | IPA-13927     | Carregueu una nova foto d'aquest monument |
| Església parroquial de Sant Miquel      | BCIL 2005   | Neoclassicisme XVIII     | Cervià de les Garrigues Pl. Major, 6                    | 41° 25′ 29″ N, 0° 51′ 33″ E / 41.42478°N,0.85924°E   | IPA-13928     | Església parroquial de Sant Miquel (Cervià de les Garrigues) · Vegeu més fotos d'aquest monument · Carregueu una nova foto d'aquest monument    |
| Cal Manresa                             |             | Barroc XVIII             | Cervià de les Garrigues C. Major, 1                     | 41° 25′ 29″ N, 0° 51′ 32″ E / 41.42472°N,0.85884°E   | IPA-13929     | Carregueu una nova foto d'aquest monument |
| Font                                    |             | Neoclassicisme XVIII     | Cervià de les Garrigues Pl. Major                       | 41° 25′ 30″ N, 0° 51′ 32″ E / 41.42489°N,0.85896°E   | IPA-13930     | Carregueu una nova foto d'aquest monument |
| Església de Santa Maria de les Besses   |             | Romànic XIII             | Cervià de les Garrigues Les Besses                      | 41° 25′ 48″ N, 0° 49′ 43″ E / 41.42991°N,0.82866°E   | IPA-13931     | Església de Santa Maria de les Besses (Cervià de les Garrigues) · Vegeu més fotos d'aquest monument · Carregueu una nova foto d'aquest monument |
| Cal Mateuet, o Cal Salvadoret           |             | Obra popular XVIII       | Cervià de les Garrigues C. d'Albi, 30                   | 41° 25′ 29″ N, 0° 51′ 38″ E / 41.42467°N,0.86048°E   | IPA-13932     | Carregueu una nova foto d'aquest monument |
| Cal Gassol, o Cal Flores                |             | Obra popular XIX         | Cervià de les Garrigues C. Francesc Palau, 11           | 41° 25′ 28″ N, 0° 51′ 34″ E / 41.42435°N,0.85939°E   | IPA-13933     | Carregueu una nova foto d'aquest monument |
| Cal Melquis                             |             | Obra popular XVIII       | Cervià de les Garrigues C. Major, 22                    | 41° 25′ 28″ N, 0° 51′ 30″ E / 41.42458°N,0.85824°E   | IPA-13934     | Carregueu una nova foto d'aquest monument |
| Construccions de pedra seca             |             | Obra popular XIX         | Cervià de les Garrigues Tossal de les Forques           | 41° 26′ 43″ N, 0° 52′ 34″ E / 41.44539°N,0.87614°E   | IPA-17744     | Carregueu una nova foto d'aquest monument |
| Molí de les Besses                      |             | Obra popular XIII, XVIII | Cervià de les Garrigues Les Besses                      | 41° 25′ 44″ N, 0° 49′ 41″ E / 41.42885°N,0.82812°E   | IPA-33402     | Molí de les Besses (Cervià de les Garrigues) · Vegeu més fotos d'aquest monument · Carregueu una nova foto d'aquest monument                    |

## El Cogul
| Monument                  | Protecció   | Estil/època        | Localització               | Coordenades                                          | Codi?         | Imatge |
| ------------------------- | ----------- | ------------------ | -------------------------- | ---------------------------------------------------- | ------------- | --- |
| Castell del Cogul         | BCIN 689-MH | XII                | El Cogul Partida l'Eral    | 41° 28′ 03″ N, 0° 41′ 18″ E / 41.467436°N,0.688347°E | RI-51-0006310 | Carregueu una nova foto d'aquest monument                                                                          |
| Murs de la vila del Cogul | BCIN 690-MH | XII                | El Cogul                   | 41° 28′ 04″ N, 0° 41′ 26″ E / 41.467666°N,0.690544°E | RI-51-0006311 | Carregueu una nova foto d'aquest monument                                                                          |
| Cal Xony                  |             | Obra popular XVIII | El Cogul C. Vileta, 2      | 41° 28′ 01″ N, 0° 41′ 23″ E / 41.46708°N,0.68981°E   | IPA-13943     | Cal Xony (el Cogul) · Vegeu més fotos d'aquest monument · Carregueu una nova foto d'aquest monument                |
| Església de Santa Maria   | BCIL 2006   | Barroc XVIII       | El Cogul Pl. de la Vila, 3 | 41° 28′ 01″ N, 0° 41′ 24″ E / 41.46689°N,0.68993°E   | IPA-13944     | Església de Santa Maria (el Cogul) · Vegeu més fotos d'aquest monument · Carregueu una nova foto d'aquest monument |

## L'Espluga Calba
| Monument                                    | Protecció   | Estil/època            | Localització                          | Coordenades                                          | Codi?         | Imatge |
| ------------------------------------------- | ----------- | ---------------------- | ------------------------------------- | ---------------------------------------------------- | ------------- | --- |
| Castell de l'Espluga Calba                  | BCIN 335-MH | Gòtic XV, XIII, XVIII  | L'Espluga Calba C. Major, 19          | 41° 29′ 42″ N, 1° 00′ 17″ E / 41.494948°N,1.004792°E | RI-51-0006318 | Castell de l'Espluga Calba · Vegeu més fotos d'aquest monument · Carregueu una nova foto d'aquest monument                           |
| Cal Saladero, o Cal Xon                     |             | Obra popular XVI, XX   | L'Espluga Calba C. Sta. Maria, 30     | 41° 29′ 43″ N, 1° 00′ 13″ E / 41.49515°N,1.00352°E   | IPA-13948     | Carregueu una nova foto d'aquest monument                                                                                            |
| Església parroquial de Santa Maria          |             | Barroc XVIII           | L'Espluga Calba Pl. de l'Església, 10 | 41° 29′ 42″ N, 1° 00′ 12″ E / 41.49493°N,1.00344°E   | IPA-13949     | Església parroquial de Santa Maria (l'Espluga Calba) · Vegeu més fotos d'aquest monument · Carregueu una nova foto d'aquest monument |
| Casa de la Vila                             |             | Obra popular XVIII, XX | L'Espluga Calba C. Pau Casals, 11     | 41° 29′ 42″ N, 1° 00′ 19″ E / 41.49492°N,1.00518°E   | IPA-13952     | Casa de la Vila (l'Espluga Calba) · Vegeu més fotos d'aquest monument · Carregueu una nova foto d'aquest monument                    |
| Cal Marian                                  |             | Obra popular XVI       | L'Espluga Calba C. Sta. Maria, 89     | 41° 29′ 43″ N, 1° 00′ 14″ E / 41.49519°N,1.004°E     | IPA-13954     | Cal Marian (l'Espluga Calba) · Vegeu més fotos d'aquest monument · Carregueu una nova foto d'aquest monument                         |
| Escultura Dona amb Ocell                    |             | Darreres tendències XX | L'Espluga Calba Ctra. Maldà, 1        | 41° 29′ 50″ N, 1° 00′ 17″ E / 41.49718°N,1.00469°E   | IPA-13956     | Carregueu una nova foto d'aquest monument                                                                                            |
| Construccions de pedra seca                 |             | Obra popular XIX       | L'Espluga Calba Les Devesses          |                                                      | IPA-17745     | Carregueu una nova foto d'aquest monument                                                                                            |
| Font de l'Espluga Calba, o Font del Moliner |             | Obra popular XX        | L'Espluga Calba Ctra. de Fulleda      | 41° 29′ 39″ N, 1° 00′ 21″ E / 41.49422°N,1.00592°E   | IPA-30800     | Carregueu una nova foto d'aquest monument                                                                                            |
| Porxo del Sabater                           |             | Obra popular XVII      | L'Espluga Calba C. Major, 16          | 41° 29′ 41″ N, 1° 00′ 16″ E / 41.49472°N,1.00458°E   | IPA-30801     | Carregueu una nova foto d'aquest monument                                                                                            |
| Creu Grossa                                 |             | Obra popular XX        | L'Espluga Calba                       | 41° 30′ 12″ N, 1° 00′ 18″ E / 41.5034°N,1.00513°E    | IPA-36143     | Creu Grossa (l'Espluga Calba) · Vegeu més fotos d'aquest monument · Carregueu una nova foto d'aquest monument                        |
| Cal Pons                                    | BCIL 2014   | XIX                    | L'Espluga Calba C. Santa Maria, 32    | 41° 29′ 43″ N, 1° 00′ 13″ E / 41.495208°N,1.003641°E | IPA-45986     | Carregueu una nova foto d'aquest monument                                                                                            |

## La Floresta
| Monument                         | Protecció   | Estil/època                       | Localització                       | Coordenades                                          | Codi?         | Imatge |
| -------------------------------- | ----------- | --------------------------------- | ---------------------------------- | ---------------------------------------------------- | ------------- | --- |
| Castell de la Floresta           | BCIN 852-MH | Gòtic, gòtic-renaixement XIV, XVI | La Floresta C. de l'Església, 5    | 41° 30′ 41″ N, 0° 55′ 08″ E / 41.511483°N,0.918910°E | RI-51-0006326 | Castell de la Floresta · Vegeu més fotos d'aquest monument · Carregueu una nova foto d'aquest monument     |
| Església parroquial de Sant Blai |             | Obra popular XVIII                | La Floresta C. de l'Església, 3    | 41° 30′ 42″ N, 0° 55′ 09″ E / 41.51157°N,0.91928°E   | IPA-13959     | Carregueu una nova foto d'aquest monument                                                                  |
| Pou de poble                     |             | Obra popular XIV                  | La Floresta C. de l'Església, 1    | 41° 30′ 40″ N, 0° 55′ 07″ E / 41.511206°N,0.918500°E | IPA-13960     | Pou de poble (la Floresta) · Vegeu més fotos d'aquest monument · Carregueu una nova foto d'aquest monument |
| Pou de gel                       |             | Obra popular XIV                  | La Floresta C. de l'Església, 1    | 41° 30′ 42″ N, 0° 55′ 05″ E / 41.511616°N,0.917939°E | IPA-13961     | Pou de gel (la Floresta) · Vegeu més fotos d'aquest monument · Carregueu una nova foto d'aquest monument   |
| Casa de la Vila                  |             | Obra popular XIX                  | La Floresta C. de la Font, 3       | 41° 30′ 35″ N, 0° 55′ 14″ E / 41.50969°N,0.92043°E   | IPA-13962     | Carregueu una nova foto d'aquest monument                                                                  |
| Construccions de pedra seca I    |             | Obra popular                      | La Floresta La Plana               | 41° 30′ 15″ N, 0° 55′ 19″ E / 41.50421°N,0.92202°E   | IPA-17746     | Carregueu una nova foto d'aquest monument                                                                  |
| Construccions de pedra seca II   |             | Obra popular XIX                  | La Floresta Les Guixeres           | 41° 30′ 08″ N, 0° 55′ 24″ E / 41.50231°N,0.92345°E   | IPA-17747     | Carregueu una nova foto d'aquest monument                                                                  |
| Creu                             |             | Darreres tendències XX            | La Floresta Pl. de la Mancomunitat | 41° 30′ 37″ N, 0° 55′ 10″ E / 41.5104°N,0.91952°E    | IPA-30802     | Carregueu una nova foto d'aquest monument                                                                  |
| La Fonteta                       |             | Obra popular XX                   | La Floresta Partida Esparreguera   | 41° 30′ 28″ N, 0° 55′ 18″ E / 41.50782°N,0.92173°E   | IPA-30803     | Carregueu una nova foto d'aquest monument                                                                  |
| Antic Forn de Pa                 | BCIL 2011   | XVIII                             | La Floresta                        | 41° 30′ 38″ N, 0° 55′ 08″ E / 41.51057°N,0.91884°E   | IPA-40175     | Carregueu una nova foto d'aquest monument                                                                  |

## Fulleda
| Monument                           | Protecció | Estil/època                 | Localització                 | Coordenades                                              | Codi?     | Imatge |
| ---------------------------------- | --------- | --------------------------- | ---------------------------- | -------------------------------------------------------- | --------- | --- |
| Cal Toni                           |           | Barroc, obra popular XVIII  | Fulleda C. de la Costa, 7    | 41° 27′ 48″ N, 1° 01′ 26″ E / 41.46328°N,1.02395°E       | IPA-13967 | Carregueu una nova foto d'aquest monument                                                                                    |
| Biblioteca de Fulleda              |           | Obra popular XVIII          | Fulleda C. Forn, 1           | 41° 27′ 49″ N, 1° 01′ 27″ E / 41.46352°N,1.02405°E       | IPA-13968 | Carregueu una nova foto d'aquest monument                                                                                    |
| Església parroquial de Santa Maria | BCIL 2010 | Romànic, barroc XVIII, XIII | Fulleda Pl. Major, 1         | 41° 27′ 48″ N, 1° 01′ 27″ E / 41.46346°N,1.02427°E       | IPA-13969 | Església parroquial de Santa Maria (Fulleda) · Vegeu més fotos d'aquest monument · Carregueu una nova foto d'aquest monument |
| Cal Xavalla                        |           | Modernisme XX               | Fulleda C. Raval, 3          | 41° 27′ 48″ N, 1° 01′ 25″ E / 41.46342°N,1.02353°E       | IPA-13971 | Carregueu una nova foto d'aquest monument                                                                                    |
| Cabana de volta                    |           | Obra popular XX             | Fulleda Partida dels Planots | 41° 31′ 40″ N, 0° 54′ 36″ E / 41.52789223°N,0.91008633°E | IPA-13974 | Carregueu una nova foto d'aquest monument                                                                                    |
| Castell de Fulleda                 |           | Gòtic XIII                  | Fulleda C. St. Pere, 4       | 41° 27′ 51″ N, 1° 01′ 26″ E / 41.46411°N,1.02389°E       | IPA-17786 | Castell de Fulleda · Vegeu més fotos d'aquest monument · Carregueu una nova foto d'aquest monument                           |
| Font Vella                         |           | Barroc XVIII                | Fulleda Camí de la Font      | 41° 27′ 52″ N, 1° 01′ 41″ E / 41.46458°N,1.02799°E       | IPA-30804 | Font Vella (Fulleda) · Vegeu més fotos d'aquest monument · Carregueu una nova foto d'aquest monument                         |
| Creu commemorativa                 |           | Obra popular XX             | Fulleda Camí del Calvari     | 41° 27′ 43″ N, 1° 01′ 35″ E / 41.46198°N,1.02626°E       | IPA-30805 | Carregueu una nova foto d'aquest monument                                                                                    |

## La Granadella
| Monument                                                    | Protecció       | Estil/època          | Localització                         | Coordenades                                          | Codi?         | Imatge |
| ----------------------------------------------------------- | --------------- | -------------------- | ------------------------------------ | ---------------------------------------------------- | ------------- | --- |
| Castell de la Granadella                                    | BCIN 913-MH     | Romànic XIII         | La Granadella Partida Sorts          | 41° 21′ 27″ N, 0° 39′ 46″ E / 41.357565°N,0.662804°E | RI-51-0006338 | Carregueu una nova foto d'aquest monument |
| Església parroquial de Santa Maria de Gràcia                | BCIN 4284-MH-EN | Barroc XVIII         | La Granadella Pl. de la Vila, 14     | 41° 21′ 18″ N, 0° 39′ 56″ E / 41.35502°N,0.66564°E   | IPA-390       | Església parroquial de Santa Maria de Gràcia (la Granadella) · Vegeu més fotos d'aquest monument · Carregueu una nova foto d'aquest monument |
| Centre d'Esquerres                                          |                 | Barroc XVIII         | La Granadella C. Emili Pujol, 5      | 41° 21′ 23″ N, 0° 39′ 51″ E / 41.35626°N,0.66413°E   | IPA-13976     | Carregueu una nova foto d'aquest monument |
| Convent de la Mare de Déu de Gràcia                         | BCIL 2001       | Obra popular XV      | La Granadella C. Emili Pujol, 45     | 41° 21′ 27″ N, 0° 39′ 48″ E / 41.357387°N,0.663415°E | IPA-13977     | Carregueu una nova foto d'aquest monument |
| Escola pública Nostra Senyora de Gràcia, o IES l'Olivera    |                 | Noucentisme XX       | La Granadella Pl. Escoles, 4         | 41° 21′ 24″ N, 0° 39′ 43″ E / 41.35667°N,0.66208°E   | IPA-13978     | Escola pública Nostra Senyora de Gràcia (la Granadella) · Vegeu més fotos d'aquest monument · Carregueu una nova foto d'aquest monument      |
| Sindicat Agrícola, Cooperativa Agrícola de Sant Antoni Abad | BCIL 2015       | Noucentisme XX Inici | La Granadella C. Sunyer, 25          | 41° 21′ 22″ N, 0° 39′ 45″ E / 41.35603°N,0.66242°E   | IPA-13979     | Sindicat Agrícola (la Granadella) · Vegeu més fotos d'aquest monument · Carregueu una nova foto d'aquest monument                            |
| Caixa de Pensions                                           |                 | Obra popular XVI     | La Granadella Pl. de la Vila, 5      | 41° 21′ 20″ N, 0° 39′ 55″ E / 41.35555°N,0.66529°E   | IPA-13980     | Caixa de Pensions (la Granadella) · Vegeu més fotos d'aquest monument · Carregueu una nova foto d'aquest monument                            |
| Cal Valentí                                                 |                 | Obra popular XVI     | La Granadella Trav. Mònica, 1        | 41° 21′ 28″ N, 0° 39′ 51″ E / 41.35766°N,0.66411°E   | IPA-13981     | Cal Valentí (la Granadella) · Vegeu més fotos d'aquest monument · Carregueu una nova foto d'aquest monument                                  |
| Casa Colau                                                  |                 | Noucentisme XX Inici | La Granadella Pl. de la Vila, 6      | 41° 21′ 20″ N, 0° 39′ 55″ E / 41.3555°N,0.66536°E    | IPA-13982     | Casa Colau (la Granadella) · Vegeu més fotos d'aquest monument · Carregueu una nova foto d'aquest monument                                   |
| Pou de la Cometa                                            |                 | Barroc XVIII         | La Granadella C. Pou de la cometa    | 41° 21′ 14″ N, 0° 39′ 52″ E / 41.35395°N,0.66447°E   | IPA-13983     | Pou de la Cometa (la Granadella) · Vegeu més fotos d'aquest monument · Carregueu una nova foto d'aquest monument                             |
| Pou de la Vila                                              |                 | Obra popular XIII    | La Granadella Partida dels Comuns    | 41° 21′ 46″ N, 0° 40′ 11″ E / 41.36272°N,0.66966°E   | IPA-13984     | Carregueu una nova foto d'aquest monument |
| Ermita de Sant Antoni                                       |                 | Obra popular XVII    | La Granadella Partida de Sant Antoni | 41° 21′ 45″ N, 0° 40′ 11″ E / 41.36263°N,0.66959°E   | IPA-13985     | Ermita de Sant Antoni (la Granadella) · Vegeu més fotos d'aquest monument · Carregueu una nova foto d'aquest monument                        |

## Granyena de les Garrigues
| Monument                                    | Protecció | Estil/època                | Localització                                       | Coordenades                                           | Codi?     | Imatge |
| ------------------------------------------- | --------- | -------------------------- | -------------------------------------------------- | ----------------------------------------------------- | --------- | --- |
| Font pública                                |           | Obra popular XX            | Granyena de les Garrigues C. de la Bassella        | 41° 25′ 58″ N, 0° 38′ 52″ E / 41.43283°N,0.64773°E    | IPA-13987 | Carregueu una nova foto d'aquest monument |
| Església parroquial de Sant Miquel Arcàngel | BCIL 2010 | Barroc XVIII               | Granyena de les Garrigues C. de l'Església, 1      | 41° 25′ 59″ N, 0° 38′ 57″ E / 41.43296°N,0.6491°E     | IPA-13988 | Església parroquial de Sant Miquel Arcàngel (Granyena de les Garrigues) · Vegeu més fotos d'aquest monument · Carregueu una nova foto d'aquest monument |
| Església de Sant Miquel                     | BCIL 2007 | Romànic XIII, XVII         | Granyena de les Garrigues C. de l'Església, 36     | 41° 25′ 56″ N, 0° 38′ 55″ E / 41.432239°N,0.6486295°E | IPA-13989 | Església de Sant Miquel (Granyena de les Garrigues) · Vegeu més fotos d'aquest monument · Carregueu una nova foto d'aquest monument                     |
| Cal Brunet                                  |           | Obra popular XIX           | Granyena de les Garrigues C. de l'Església, 9      | 41° 25′ 57″ N, 0° 38′ 58″ E / 41.43255°N,0.64937°E    | IPA-13990 | Carregueu una nova foto d'aquest monument |
| Cal Roget                                   |           | Obra popular XVIII         | Granyena de les Garrigues C. Major, 9              | 41° 25′ 58″ N, 0° 38′ 59″ E / 41.43273°N,0.64976°E    | IPA-13991 | Cal Roget (Granyena de les Garrigues) · Vegeu més fotos d'aquest monument · Carregueu una nova foto d'aquest monument                                   |
| Cal Monfà, o Cal Patet                      |           | Noucentisme, modernisme XX | Granyena de les Garrigues C. Raval, 15             | 41° 26′ 00″ N, 0° 38′ 54″ E / 41.43324°N,0.6482°E     | IPA-13992 | Carregueu una nova foto d'aquest monument |
| Cal Bep del Felip                           |           | Noucentisme XX             | Granyena de les Garrigues Pg. de les Garrigues, 19 | 41° 25′ 59″ N, 0° 39′ 03″ E / 41.43314°N,0.65071°E    | IPA-13993 | Carregueu una nova foto d'aquest monument |
| Molí de la Societat                         |           | Obra popular XIX           | Granyena de les Garrigues Partida de l'Hortal      | 41° 25′ 45″ N, 0° 38′ 59″ E / 41.42922°N,0.64961°E    | IPA-13994 | Carregueu una nova foto d'aquest monument |
| Ermita de la Mare de Déu del Roser          |           | Darreres tendències XX     | Granyena de les Garrigues Partida del Clotal       | 41° 26′ 03″ N, 0° 39′ 15″ E / 41.43423°N,0.65407°E    | IPA-13995 | Ermita de la Mare de Déu del Roser (Granyena de les Garrigues) · Vegeu més fotos d'aquest monument · Carregueu una nova foto d'aquest monument          |
| Construccions de pedra seca                 |           | Obra popular               | Granyena de les Garrigues Partida de les Moreres   | 41° 26′ 28″ N, 0° 39′ 51″ E / 41.44112°N,0.6641°E     | IPA-17748 | Carregueu una nova foto d'aquest monument |

## Juncosa
| Monument                                                           | Protecció   | Estil/època            | Localització                                              | Coordenades                                          | Codi?         | Imatge                                                                                                  |
| ------------------------------------------------------------------ | ----------- | ---------------------- | --------------------------------------------------------- | ---------------------------------------------------- | ------------- | --- |
| Castell de Vall-de-reig                                            | BCIN 957-MH |                        | Juncosa Partida de Vall de Reig, paratge lo Coll d'Escapa | 41° 23′ 15″ N, 0° 45′ 51″ E / 41.387634°N,0.764202°E | RI-51-0006362 | Carregueu una nova foto d'aquest monument                                                               |
| Cal Segle, o Cal Sigle                                             |             | Obra popular XX        | Juncosa Pl. Major, 15                                     | 41° 22′ 16″ N, 0° 46′ 31″ E / 41.37112°N,0.77524°E   | IPA-13998     | Carregueu una nova foto d'aquest monument                                                               |
| Casal Català Republicà                                             |             | Obra popular XIX Final | Juncosa Pl. Major, 9                                      | 41° 22′ 17″ N, 0° 46′ 31″ E / 41.3714°N,0.77515°E    | IPA-13999     | Carregueu una nova foto d'aquest monument                                                               |
| Porxo del Mig, o Porxo de Cal Capitano                             |             | Obra popular XVI       | Juncosa C. Porxo, 1                                       | 41° 22′ 14″ N, 0° 46′ 30″ E / 41.37048°N,0.77513°E   | IPA-14001     | Porxo del Mig (Juncosa) · Vegeu més fotos d'aquest monument · Carregueu una nova foto d'aquest monument |
| Dipòsit municipal d'aigua                                          |             | Obra popular XIX       | Juncosa Partida Poble                                     | 41° 22′ 09″ N, 0° 46′ 38″ E / 41.36916°N,0.7771°E    | IPA-14002     | Carregueu una nova foto d'aquest monument                                                               |
| Ermita de Sant Joan                                                |             | Obra popular           | Juncosa Partida de Sant Joan                              | 41° 22′ 07″ N, 0° 46′ 13″ E / 41.36862°N,0.77029°E   | IPA-14004     | Carregueu una nova foto d'aquest monument                                                               |
| Mas de la Cisquella                                                |             | Obra popular XVIII     | Juncosa Partida de la Sisquella                           | 41° 24′ 08″ N, 0° 47′ 08″ E / 41.4021°N,0.78561°E    | IPA-14005     | Carregueu una nova foto d'aquest monument                                                               |
| Construccions de pedra seca                                        |             | Obra popular           | Juncosa Partida lo Pont d'en Reig                         | 41° 25′ 07″ N, 0° 43′ 56″ E / 41.41861°N,0.73224°E   | IPA-17749     | Carregueu una nova foto d'aquest monument                                                               |
| Edifici a la plaça Major, 12, Bar del Centre, Cafè Círculo Espanya | BCIL 2003   | Obra popular XX Inici  | Juncosa Pl. Major, 12                                     | 41° 22′ 16″ N, 0° 46′ 30″ E / 41.37115°N,0.7751°E    | IPA-27084     | Carregueu una nova foto d'aquest monument                                                               |

## Juneda
| Monument                           | Protecció   | Estil/època                  | Localització                                                 | Coordenades                                          | Codi?         | Imatge |
| ---------------------------------- | ----------- | ---------------------------- | ------------------------------------------------------------ | ---------------------------------------------------- | ------------- | --- |
| Castell de Vinferri                | BCIN 958-MH | Medieval                     | Juneda Vinferri                                              | 41° 32′ 41″ N, 0° 45′ 30″ E / 41.544637°N,0.758323°E | RI-51-0006363 | Carregueu una nova foto d'aquest monument                                                                              |
| Cal Fusteret                       |             | Obra popular, modernisme XX  | Juneda C. Anselm Clavé, 66                                   | 41° 32′ 49″ N, 0° 49′ 22″ E / 41.54702°N,0.82286°E   | IPA-14007     | Carregueu una nova foto d'aquest monument                                                                              |
| Cal Xam-mar                        |             | Noucentisme XIX              | Juneda C. Pinell, 12                                         | 41° 33′ 01″ N, 0° 49′ 32″ E / 41.55019°N,0.82566°E   | IPA-14008     | Carregueu una nova foto d'aquest monument                                                                              |
| Cal Ratat                          |             | Obra popular, gòtic XVI      | Juneda C. Carnisseria, 15                                    | 41° 32′ 59″ N, 0° 49′ 29″ E / 41.54986°N,0.82472°E   | IPA-14009     | Carregueu una nova foto d'aquest monument                                                                              |
| Església de la Transfiguració      |             | Barroc, neoclassicisme XVIII | Juneda Pl. de l'Església, 1                                  | 41° 32′ 58″ N, 0° 49′ 31″ E / 41.54956°N,0.82541°E   | IPA-14011     | Església de la Transfiguració (Juneda) · Vegeu més fotos d'aquest monument · Carregueu una nova foto d'aquest monument |
| Cal Tom Badia                      |             | Modernisme XX                | Juneda C. la Font, 63                                        | 41° 32′ 44″ N, 0° 49′ 34″ E / 41.54551°N,0.82612°E   | IPA-14013     | Carregueu una nova foto d'aquest monument                                                                              |
| Carrer dels Porxos, o Carrer Major |             | Obra popular XVII            | Juneda C. Major                                              | 41° 32′ 55″ N, 0° 49′ 30″ E / 41.54875°N,0.82505°E   | IPA-14014     | Carrer dels Porxos (Juneda) · Vegeu més fotos d'aquest monument · Carregueu una nova foto d'aquest monument            |
| La Botera                          |             | Obra popular XVI             | Juneda C. Botera                                             | 41° 32′ 56″ N, 0° 49′ 32″ E / 41.54879°N,0.82558°E   | IPA-14015     | La Botera (Juneda) · Vegeu més fotos d'aquest monument · Carregueu una nova foto d'aquest monument                     |
| Edifici de Cal Guiu                |             | Gòtic tardà XIV              | Juneda C. Pinell, 4                                          | 41° 32′ 59″ N, 0° 49′ 31″ E / 41.54973°N,0.82516°E   | IPA-14016     | Carregueu una nova foto d'aquest monument                                                                              |
| Vil·la Ramona                      |             | Gòtic tardà XVI              | Juneda C. Pinell, 5                                          | 41° 33′ 00″ N, 0° 49′ 30″ E / 41.54991°N,0.825°E     | IPA-14017     | Carregueu una nova foto d'aquest monument                                                                              |
| Portal Lamarca, o Portal del Marca |             | Obra popular XIV             | Juneda C. Portal del Marca, 4                                | 41° 33′ 03″ N, 0° 49′ 32″ E / 41.55074°N,0.82556°E   | IPA-14018     | Portal Lamarca (Juneda) · Vegeu més fotos d'aquest monument · Carregueu una nova foto d'aquest monument                |
| Cal Serra                          |             | Modernisme XX                | Juneda C. Prat de la Riba, 25                                | 41° 33′ 03″ N, 0° 49′ 19″ E / 41.55095°N,0.82186°E   | IPA-14019     | Carregueu una nova foto d'aquest monument                                                                              |
| Creu de terme                      |             | Gòtic XIV                    | Juneda Museu Etnològic i d'Arqueologia, c. Dr. Cornudella, 2 | 41° 33′ 05″ N, 0° 49′ 16″ E / 41.55129°N,0.82098°E   | IPA-14021     | Carregueu una nova foto d'aquest monument                                                                              |
| Mas de Miravall                    |             | Obra popular XVIII           | Juneda Partida Miravall                                      | 41° 31′ 01″ N, 0° 48′ 55″ E / 41.517°N,0.81529°E     | IPA-14022     | Mas de Miravall (Juneda) · Vegeu més fotos d'aquest monument · Carregueu una nova foto d'aquest monument               |
| Mas de l'Aranyó                    |             | Obra popular XVIII           | Juneda Ctra. a Castelldans, km 3,5                           | 41° 30′ 08″ N, 0° 49′ 36″ E / 41.50236°N,0.82675°E   | IPA-14023     | Carregueu una nova foto d'aquest monument                                                                              |
| Cal Calderó                        |             | Obra popular XIX Mitjan      | Juneda C. del Pinell, 19                                     | 41° 33′ 01″ N, 0° 49′ 30″ E / 41.5503°N,0.8251°E     | IPA-17787     | Carregueu una nova foto d'aquest monument                                                                              |
| Cal Saprià                         |             | Obra popular XVIII           | Juneda C. Major, 19                                          | 41° 32′ 55″ N, 0° 49′ 31″ E / 41.54871°N,0.82515°E   | IPA-17788     | Carregueu una nova foto d'aquest monument                                                                              |
| Molí de la Vila o de Baix          | BCIL 2002   | Obra popular XVII            | Juneda C. Font del Gat, 65                                   | 41° 32′ 37″ N, 0° 49′ 45″ E / 41.54371°N,0.82915°E   | IPA-20887     | Carregueu una nova foto d'aquest monument                                                                              |
| Pou de gel                         |             | Obra popular XV              | Juneda Sota la plaça Tres Creus, adossat al mur              | 41° 33′ 02″ N, 0° 49′ 27″ E / 41.55052°N,0.82413°E   | IPA-30549     | Pou de gel (Juneda) · Vegeu més fotos d'aquest monument · Carregueu una nova foto d'aquest monument                    |

## Els Omellons
| Monument                                   | Protecció | Estil/època             | Localització                                                    | Coordenades                                        | Codi?     | Imatge |
| ------------------------------------------ | --------- | ----------------------- | --------------------------------------------------------------- | -------------------------------------------------- | --------- | --- |
| Casa Llorach, o Casa Senyorívola           |           | Barroc XVIII            | Els Omellons C. Ezequiel Llorach, 2                             | 41° 30′ 04″ N, 0° 57′ 34″ E / 41.5012°N,0.95938°E  | IPA-430   | Casa Llorach (els Omellons) · Vegeu més fotos d'aquest monument · Carregueu una nova foto d'aquest monument                       |
| Església parroquial de Sant Miquel         | BCIL 2003 | Neoclassicisme XVIII    | Els Omellons Pl. de l'Església, 9                               | 41° 30′ 07″ N, 0° 57′ 33″ E / 41.50186°N,0.95913°E | IPA-14025 | Església parroquial de Sant Miquel (els Omellons) · Vegeu més fotos d'aquest monument · Carregueu una nova foto d'aquest monument |
| Cal Montserrat                             |           | Obra popular XIX        | Els Omellons Pl. Major, 4                                       | 41° 30′ 05″ N, 0° 57′ 33″ E / 41.50128°N,0.95927°E | IPA-14028 | Carregueu una nova foto d'aquest monument                                                                                         |
| Casal Ribes                                |           | Obra popular XVII-XVIII | Els Omellons Pl. Església, 6 (enderrocat)                       |                                                    | IPA-14029 | Carregueu una nova foto d'aquest monument                                                                                         |
| Ca l'Aixalà                                |           | Obra popular XVIII      | Els Omellons C. de la Plaça, 2                                  | 41° 30′ 05″ N, 0° 57′ 36″ E / 41.50146°N,0.95994°E | IPA-14030 | Carregueu una nova foto d'aquest monument                                                                                         |
| Cal Doixo                                  |           | Obra popular XIX        | Els Omellons C. de la Plaça, 3                                  | 41° 30′ 08″ N, 0° 57′ 37″ E / 41.50224°N,0.96029°E | IPA-14031 | Carregueu una nova foto d'aquest monument                                                                                         |
| Molí de blat la Biana                      |           | Obra popular XIV        | Els Omellons Partida de les Valls                               | 41° 29′ 54″ N, 0° 56′ 39″ E / 41.49843°N,0.94413°E | IPA-14036 | Carregueu una nova foto d'aquest monument                                                                                         |
| Construccions de pedra seca                |           | Obra popular XIX        | Els Omellons Partida Pla de la Bassa, paratge Tossal d'en Pella | 41° 29′ 56″ N, 0° 57′ 19″ E / 41.49881°N,0.95516°E | IPA-17750 | Carregueu una nova foto d'aquest monument                                                                                         |
| Pont Nou                                   |           | Obra popular XX         | Els Omellons Ctra. a l'Espluga                                  | 41° 30′ 02″ N, 0° 57′ 47″ E / 41.50049°N,0.96301°E | IPA-30794 | Carregueu una nova foto d'aquest monument                                                                                         |
| Rentadors municipals, o safareig municipal |           | Obra popular XX         | Els Omellons Partida lo Barranc                                 | 41° 29′ 59″ N, 0° 57′ 39″ E / 41.49963°N,0.96095°E | IPA-30795 | Carregueu una nova foto d'aquest monument                                                                                         |
| Pont Vell                                  |           | Obra popular XX         | Els Omellons Partida lo Barranc                                 | 41° 30′ 00″ N, 0° 57′ 33″ E / 41.50003°N,0.95917°E | IPA-30796 | Carregueu una nova foto d'aquest monument                                                                                         |

## La Pobla de Cérvoles
| Monument                                                  | Protecció    | Estil/època                   | Localització                                   | Coordenades                                          | Codi?         | Imatge |
| --------------------------------------------------------- | ------------ | ----------------------------- | ---------------------------------------------- | ---------------------------------------------------- | ------------- | --- |
| Torre de la Llena                                         | BCIN 1274-MH | Medieval                      | La Pobla de Cérvoles                           | 41° 20′ 15″ N, 0° 51′ 43″ E / 41.337362°N,0.861860°E | RI-51-0006438 | Carregueu una nova foto d'aquest monument |
| Església parroquial de Santa Maria de la Junquera         |              | Barroc XVIII                  | La Pobla de Cérvoles Pl. de l'Església, 1      | 41° 22′ 05″ N, 0° 54′ 56″ E / 41.36794°N,0.91546°E   | IPA-14038     | Església parroquial de Santa Maria de la Junquera (la Pobla de Cérvoles) · Vegeu més fotos d'aquest monument · Carregueu una nova foto d'aquest monument |
| Cal Gassió                                                |              | Obra popular XVIII            | La Pobla de Cérvoles Pl. de l'Església, 3      | 41° 22′ 03″ N, 0° 54′ 56″ E / 41.36752°N,0.91553°E   | IPA-14039     | Cal Gassió (la Pobla de Cérvoles) · Vegeu més fotos d'aquest monument · Carregueu una nova foto d'aquest monument                                        |
| Ca l'Amado                                                |              | Modernisme XX                 | La Pobla de Cérvoles C. Major, 10              | 41° 22′ 03″ N, 0° 54′ 57″ E / 41.36745°N,0.91596°E   | IPA-14040     | Carregueu una nova foto d'aquest monument |
| Cal Domènec                                               |              | Obra popular, renaixement XVI | La Pobla de Cérvoles C. Major, 21              | 41° 22′ 03″ N, 0° 54′ 59″ E / 41.36762°N,0.91642°E   | IPA-14041     | Cal Domènec (la Pobla de Cérvoles) · Vegeu més fotos d'aquest monument · Carregueu una nova foto d'aquest monument                                       |
| Casa Llobera                                              |              | Obra popular, barroc XVIII    | La Pobla de Cérvoles C. Major, 36              | 41° 22′ 00″ N, 0° 55′ 02″ E / 41.3668°N,0.91718°E    | IPA-14042     | Casa Llobera (la Pobla de Cérvoles) · Vegeu més fotos d'aquest monument · Carregueu una nova foto d'aquest monument                                      |
| Casal, Foment                                             |              | Obra popular XX               | La Pobla de Cérvoles Av. Garrigues, 6          | 41° 22′ 01″ N, 0° 54′ 58″ E / 41.36692°N,0.91614°E   | IPA-14043     | Carregueu una nova foto d'aquest monument |
| Ermita de Sant Miquel                                     |              | Barroc XVII                   | La Pobla de Cérvoles Pl. Sant Miquel, 11       | 41° 22′ 04″ N, 0° 54′ 54″ E / 41.36783°N,0.91493°E   | IPA-14044     | Ermita de Sant Miquel (la Pobla de Cérvoles) · Vegeu més fotos d'aquest monument · Carregueu una nova foto d'aquest monument                             |
| Granja la Fumada, o Mas de la Fumada                      |              | Obra popular XVI              | La Pobla de Cérvoles Partida de la Fumada      | 41° 23′ 29″ N, 0° 53′ 52″ E / 41.39127°N,0.89791°E   | IPA-14045     | Carregueu una nova foto d'aquest monument |
| Construccions de pedra seca I                             |              | Obra popular XIX              | La Pobla de Cérvoles Camí de l'Albi            | 41° 22′ 55″ N, 0° 54′ 57″ E / 41.38201°N,0.91592°E   | IPA-17751     | Carregueu una nova foto d'aquest monument |
| Construccions de pedra seca II                            |              |                               | La Pobla de Cérvoles La Fumada                 | 41° 22′ 44″ N, 0° 54′ 16″ E / 41.3788°N,0.90433°E    | IPA-17752     | Carregueu una nova foto d'aquest monument |
| Construccions de pedra seca III                           |              | Obra popular XX               | La Pobla de Cérvoles Partida Pla del Pasqualet | 41° 24′ 42″ N, 0° 52′ 48″ E / 41.4117°N,0.88007°E    | IPA-17753     | Carregueu una nova foto d'aquest monument |
| Construccions de pedra seca IV                            |              | Obra popular XIX              | La Pobla de Cérvoles La Fumada                 | 41° 22′ 30″ N, 0° 54′ 30″ E / 41.37508°N,0.90836°E   | IPA-17754     | Carregueu una nova foto d'aquest monument |
| Construccions de pedra seca V                             |              | Obra popular XIX              | La Pobla de Cérvoles Els Clots                 | 41° 22′ 30″ N, 0° 55′ 53″ E / 41.37502°N,0.93129°E   | IPA-17755     | Carregueu una nova foto d'aquest monument |
| Construcció de pedra seca VI                              |              | Obra popular XIX              | La Pobla de Cérvoles Riu de Set                | 41° 23′ 15″ N, 0° 55′ 11″ E / 41.38751°N,0.91974°E   | IPA-17756     | Carregueu una nova foto d'aquest monument |
| Construcció de pedra seca VII                             |              | Obra popular XIX              | La Pobla de Cérvoles Camí de l'Albi            | 41° 22′ 18″ N, 0° 54′ 58″ E / 41.37168°N,0.91599°E   | IPA-17757     | Carregueu una nova foto d'aquest monument |
| Cal Gort                                                  |              | Obra popular XVIII            | La Pobla de Cérvoles C. Major, 47              | 41° 22′ 00″ N, 0° 55′ 03″ E / 41.3668°N,0.91745°E    | IPA-17789     | Cal Gort (la Pobla de Cérvoles) · Vegeu més fotos d'aquest monument · Carregueu una nova foto d'aquest monument                                          |
| Ajuntament i Ecomuseu de l'Oli, antic Molí de la Societat |              | Obra popular XIX Final        | La Pobla de Cérvoles Pl. St. Miquel, 9         | 41° 22′ 05″ N, 0° 54′ 55″ E / 41.36805°N,0.91524°E   | IPA-17790     | Ajuntament i Ecomuseu de l'Oli (la Pobla de Cérvoles) · Vegeu més fotos d'aquest monument · Carregueu una nova foto d'aquest monument                    |
| Pedrons                                                   |              | Obra popular XVIII            | La Pobla de Cérvoles                           |                                                      | IPA-17792     | Pedrons (la Pobla de Cérvoles) · Vegeu més fotos d'aquest monument · Carregueu una nova foto d'aquest monument                                           |
| Cementiri de la Pobla de Cérvoles                         |              |                               | La Pobla de Cérvoles Partida Muladar           | 41° 22′ 12″ N, 0° 55′ 07″ E / 41.36994°N,0.91861°E   | IPA-30793     | Carregueu una nova foto d'aquest monument |

## Puiggròs
| Monument                                    | Protecció    | Estil/època                       | Localització                     | Coordenades                                          | Codi?         | Imatge |
| ------------------------------------------- | ------------ | --------------------------------- | -------------------------------- | ---------------------------------------------------- | ------------- | --- |
| Castell de Puiggròs                         | BCIN 1438-MH | Gòtic-renaixement XVI             | Puiggròs C. Major, 21            | 41° 32′ 59″ N, 0° 53′ 26″ E / 41.549856°N,0.890499°E | RI-51-0006451 | Carregueu una nova foto d'aquest monument                                                                                              |
| Vil·la Ramona                               |              | Noucentisme XX                    | Puiggròs C. Creu, 9 (enderrocat) | 41° 33′ 04″ N, 0° 53′ 21″ E / 41.550998°N,0.889115°E | IPA-14046     | Carregueu una nova foto d'aquest monument                                                                                              |
| Església parroquial de Santa Maria Assumpta | BCIL 2006    | Barroc, neoclassicisme XVII-XVIII | Puiggròs Pl. Església            | 41° 33′ 02″ N, 0° 53′ 25″ E / 41.55045°N,0.89016°E   | IPA-14048     | Església parroquial de Santa Maria Assumpta (Puiggròs) · Vegeu més fotos d'aquest monument · Carregueu una nova foto d'aquest monument |

## El Soleràs
| Monument                                  | Protecció | Estil/època             | Localització                    | Coordenades                                        | Codi?     | Imatge |
| ----------------------------------------- | --------- | ----------------------- | ------------------------------- | -------------------------------------------------- | --------- | --- |
| Església parroquial dedicada a l'Assumpta |           | Neoclassicisme XIX      | El Soleràs Pl. de l'Església    | 41° 24′ 47″ N, 0° 40′ 55″ E / 41.41309°N,0.68196°E | IPA-14051 | Església parroquial dedicada a l'Assumpta (el Soleràs) · Vegeu més fotos d'aquest monument · Carregueu una nova foto d'aquest monument |
| Cal Ponet, o Casa Emília                  |           | Obra popular XVII       | El Soleràs C. del Pou, 10       | 41° 24′ 49″ N, 0° 40′ 51″ E / 41.4137°N,0.68091°E  | IPA-14052 | Carregueu una nova foto d'aquest monument                                                                                              |
| Cal Pubillet                              |           | Obra popular XIX        | El Soleràs C. Màrtirs, 5        | 41° 24′ 47″ N, 0° 40′ 51″ E / 41.41316°N,0.6808°E  | IPA-14053 | Carregueu una nova foto d'aquest monument                                                                                              |
| Cal Tamarit                               |           | Obra popular XVII-XVIII | El Soleràs C. Màrtirs, 8        | 41° 24′ 47″ N, 0° 40′ 52″ E / 41.41311°N,0.68107°E | IPA-14054 | Carregueu una nova foto d'aquest monument                                                                                              |
| Cal Seró                                  |           | Obra popular XVII       | El Soleràs C. del Pou, 7        | 41° 24′ 48″ N, 0° 40′ 52″ E / 41.4134°N,0.68109°E  | IPA-14055 | Carregueu una nova foto d'aquest monument                                                                                              |
| Sindicat Agrícola                         |           | Noucentisme XX          | El Soleràs Ctra. de Bellpuig, 5 | 41° 24′ 45″ N, 0° 41′ 08″ E / 41.41242°N,0.68548°E | IPA-14056 | Sindicat Agrícola (el Soleràs) · Vegeu més fotos d'aquest monument · Carregueu una nova foto d'aquest monument                         |
| Ermita de Santa Maria                     |           | Obra popular XX         | El Soleràs Ctra. de Granadella  | 41° 24′ 49″ N, 0° 40′ 37″ E / 41.41368°N,0.67695°E | IPA-14057 | Ermita de Santa Maria (el Soleràs) · Vegeu més fotos d'aquest monument · Carregueu una nova foto d'aquest monument                     |
| Casa Cortada                              |           | Obra popular XVII       | El Soleràs                      |                                                    | IPA-17793 | Carregueu una nova foto d'aquest monument                                                                                              |
| Antic molí d'oli                          |           | Obra popular XVIII      | El Soleràs Partida de Vallmajor | 41° 24′ 54″ N, 0° 40′ 55″ E / 41.41513°N,0.68187°E | IPA-14058 | Carregueu una nova foto d'aquest monument                                                                                              |

## Tarrés
| Monument          | Protecció    | Estil/època            | Localització             | Coordenades                                          | Codi?         | Imatge                                                                                                 |
| ----------------- | ------------ | ---------------------- | ------------------------ | ---------------------------------------------------- | ------------- | --- |
| Castell de Tarrés | BCIN 1611-MH |                        | Tarrés                   | 41° 25′ 24″ N, 1° 01′ 08″ E / 41.423256°N,1.018791°E | RI-51-0006502 | Carregueu una nova foto d'aquest monument                                                              |
| Creu de terme     |              | Obra popular XX Mitjan | Tarrés Partida les Creus | 41° 25′ 18″ N, 1° 01′ 02″ E / 41.421780°N,1.017340°E | IPA-31197     | Creu de terme (Tarrés) · Vegeu més fotos d'aquest monument · Carregueu una nova foto d'aquest monument |

## Els Torms
| Monument                                  | Protecció | Estil/època                            | Localització                     | Coordenades                                        | Codi?     | Imatge |
| ----------------------------------------- | --------- | -------------------------------------- | -------------------------------- | -------------------------------------------------- | --------- | --- |
| Església parroquial de Sant Joan Baptista | BCIL 2008 | Barroc XVIII-XIX                       | Els Torms Pl. Major, 2A          | 41° 23′ 38″ N, 0° 43′ 11″ E / 41.39386°N,0.71979°E | IPA-14067 | Església parroquial de Sant Joan Baptista (els Torms) · Vegeu més fotos d'aquest monument · Carregueu una nova foto d'aquest monument |
| Escola Joan Benet i Petit                 | BCIL 2004 | Noucentisme Adolf Florensa i Ferrer XX | Els Torms C. Prat de la Riba, 18 | 41° 23′ 40″ N, 0° 43′ 17″ E / 41.39455°N,0.72147°E | IPA-14068 | Carregueu una nova foto d'aquest monument                                                                                             |

## El Vilosell
| Monument                          | Protecció    | Estil/època      | Localització                                        | Coordenades                                             | Codi?         | Imatge |
| --------------------------------- | ------------ | ---------------- | --------------------------------------------------- | ------------------------------------------------------- | ------------- | --- |
| Castell del Vilosell              | BCIN 1821-MH | Medieval, XVI    | El Vilosell C. Anjuva                               | 41° 23′ 03″ N, 0° 56′ 46″ E / 41.384208°N,0.946011°E    | RI-51-0006546 | Castell del Vilosell · Vegeu més fotos d'aquest monument · Carregueu una nova foto d'aquest monument                            |
| Creu Ermita de Sant Sebastià      |              | Gòtic XV         | El Vilosell Pl. de St. Sebastià                     | 41° 22′ 55″ N, 0° 56′ 50″ E / 41.38204°N,0.94711°E      | IPA-14073     | Creu Ermita de Sant Sebastià (el Vilosell) · Vegeu més fotos d'aquest monument · Carregueu una nova foto d'aquest monument      |
| Ermita de Sant Miquel de la Tosca | BCIL 2006    | Obra popular XV  | El Vilosell Polígon 3, parcel·la 264, partida Serra | 41° 21′ 41″ N, 0° 56′ 58″ E / 41.36146°N,0.94953°E      | IPA-14079     | Ermita de Sant Miquel de la Tosca (el Vilosell) · Vegeu més fotos d'aquest monument · Carregueu una nova foto d'aquest monument |
| Cabana de volta                   |              | Obra popular XIX | El Vilosell Partida Camí de Vinaixa                 |                                                         | IPA-14080     | Carregueu una nova foto d'aquest monument                                                                                       |
| Construccions de pedra seca I     |              | Obra popular XX  | El Vilosell Camí de Vinaixa                         |                                                         | IPA-17758     | Carregueu una nova foto d'aquest monument                                                                                       |
| Construccions de pedra seca II    |              | Obra popular     | El Vilosell Planes                                  |                                                         | IPA-17759     | Carregueu una nova foto d'aquest monument                                                                                       |
| Construccions de pedra seca III   |              | Obra popular     | El Vilosell Riu de Set                              |                                                         | IPA-17760     | Carregueu una nova foto d'aquest monument                                                                                       |
| Construccions de pedra seca IV    |              | Obra popular     | El Vilosell Camí de Vinaixa                         |                                                         | IPA-17761     | Carregueu una nova foto d'aquest monument                                                                                       |
| Construccions de pedra seca V     |              | Obra popular     | El Vilosell Camí de l'Albi                          |                                                         | IPA-17762     | Carregueu una nova foto d'aquest monument                                                                                       |
| Construccions de pedra seca VI    |              | Obra popular     | El Vilosell Los Avellaners                          |                                                         | IPA-17763     | Carregueu una nova foto d'aquest monument                                                                                       |
| Construccions de pedra seca VII   |              | Obra popular XIX | El Vilosell Los Collets                             | 42° 00′ 15″ N, 2° 51′ 40″ E / 42.00419914°N,2.8610939°E | IPA-17764     | Carregueu una nova foto d'aquest monument                                                                                       |
| Construccions de pedra seca VIII  |              | Obra popular XX  | El Vilosell Els Plans                               |                                                         | IPA-17765     | Carregueu una nova foto d'aquest monument                                                                                       |
| Construccions de pedra seca IX    |              | Obra popular     | El Vilosell El Mas                                  |                                                         | IPA-17766     | Carregueu una nova foto d'aquest monument                                                                                       |
| Construccions de pedra seca X     |              | Obra popular     | El Vilosell Camí de Vinaixa                         |                                                         | IPA-17767     | Carregueu una nova foto d'aquest monument                                                                                       |
| Construccions de pedra seca XI    |              | Obra popular XIX | El Vilosell La Serra                                |                                                         | IPA-17768     | Carregueu una nova foto d'aquest monument                                                                                       |
| Construccions de pedra seca XII   |              | Obra popular     | El Vilosell Els Perellons                           |                                                         | IPA-17769     | Carregueu una nova foto d'aquest monument                                                                                       |
| Construccions de pedra seca XIII  |              | Obra popular     | El Vilosell Camí de Vinaixa                         |                                                         | IPA-17770     | Carregueu una nova foto d'aquest monument                                                                                       |
| Construccions de pedra seca XIV   |              | Obra popular XX  | El Vilosell Los Perellons                           |                                                         | IPA-17771     | Carregueu una nova foto d'aquest monument                                                                                       |
| Construccions de pedra seca XV    |              | Obra popular     | El Vilosell Els Plans                               |                                                         | IPA-17772     | Carregueu una nova foto d'aquest monument                                                                                       |
| Construccions de pedra seca XVI   |              | Obra popular     | El Vilosell El Perelló                              |                                                         | IPA-17773     | Carregueu una nova foto d'aquest monument                                                                                       |
| Construccions de pedra seca XVII  |              | Obra popular     | El Vilosell El Perelló                              |                                                         | IPA-17774     | Carregueu una nova foto d'aquest monument                                                                                       |
| Construccions de pedra seca XVIII |              | Obra popular     | El Vilosell La Comabarra                            |                                                         | IPA-17775     | Carregueu una nova foto d'aquest monument                                                                                       |

## Vinaixa
Vegeu la llista de monuments de Vinaixa.